# Maria Teresa Carreño

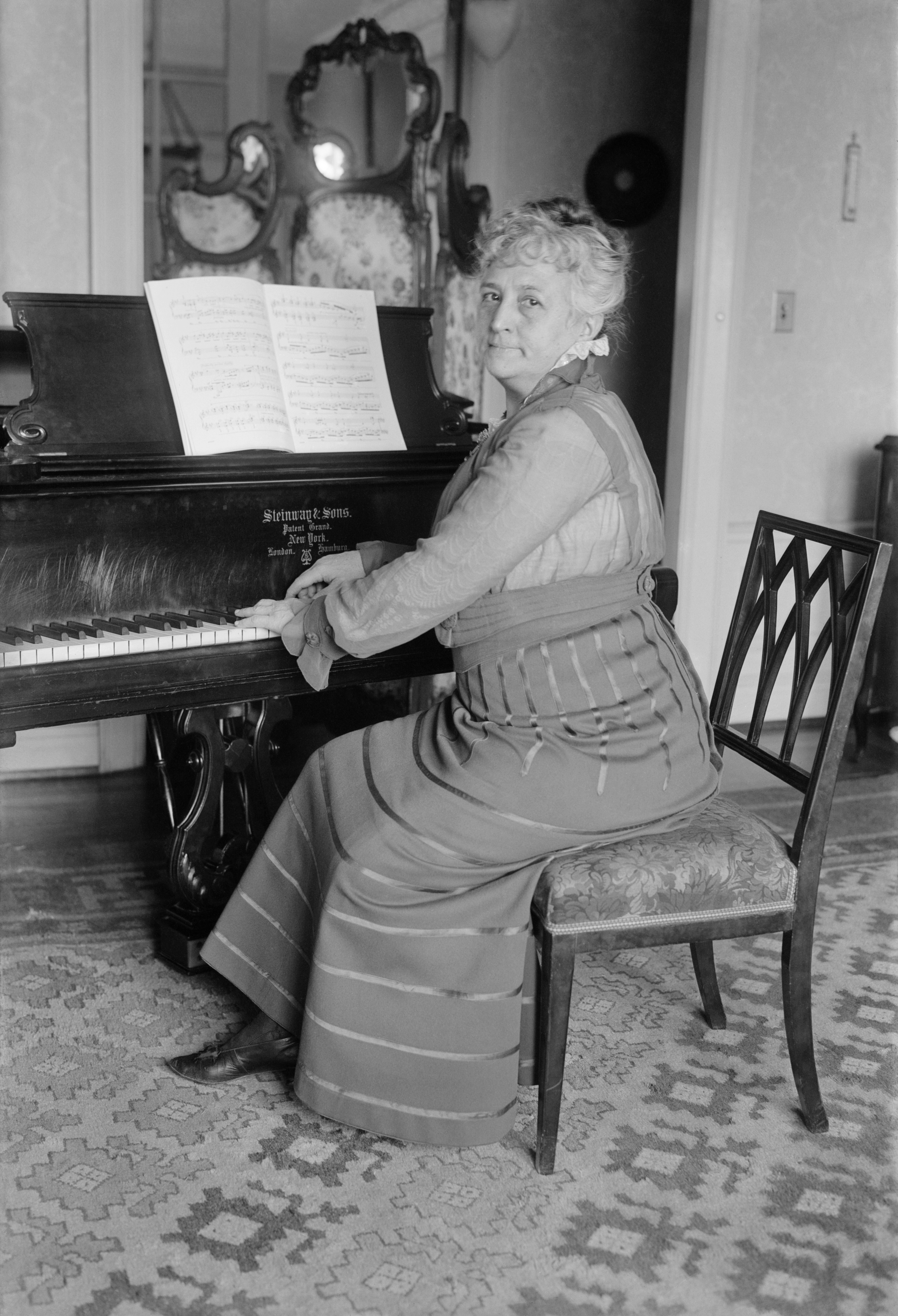
Maria Teresa Carreño al piano

Maria Teresa Gertrudis de Jesús Carreño García de Sena (Caracas, Veneçuela, 22 de desembre de 1853 - Nova York, Estats Units, 12 de juny de 1917) va ser una pianista, cantant i compositora veneçolana reconeguda internacionalment per ser una pianista molt virtuosa: se la coneixia com a la "valquíria del piano". Va començar la seva carrera musical a una edat molt primerenca, debutant amb només nou anys com a solista amb l'Orquestra Simfònica de Boston i, poc després, amb la Filharmònica de Londres.
El seu talent va ser cultivat per mestres de molt renom a l'època, com és el cas de Louis Moreau Gottschalk a Nova York i Georges Mathias , un deixeble directe de Frédéric Chopin a París.
A part de la seva habilitat  també va contribuir al món musical com a compositora, destacant en el gènere de música de saló.

## Infància i formació
Teresa Carreño era filla de Clorinda García de Sena y Toro i de Manuel Antonio Carreño Muñoz. Teresa va començar els estudis musicals als sis anys amb el seu pare, músic i polític, que va crear un mètode de piano expressament per a ella i li va escriure centenars d'estudis per aquell instrument. El 1862, la inestabilitat de la Guerra Federal va provocar que Manuel Antonio perdés la seva posició en el govern com a ministre de Finances. El 23 de juliol del mateix any la família Carreño García abandona Caracas, per anar a viure a Nova York, on esperaven trobar estabilitat política i una direcció professional per a Teresa, que havia demostrat un talent extraordinari com a intèrpret de piano, improvisadora i compositora. Només roman a Veneçuela la seva germana María Emilia, que s'havia casat el mes de juny.
A Nova York, va tenir l'oportunitat d'estudiar amb el famós pianista Louis Moreau Gottschalk, i Carreño va debutar a Nova York amb només vuit anys. El 22 de desembre de 1862, dia que la nena feia nou anys, va celebrar el seu aniversari fent un concert per a més de 4.000 persones a l'Acadèmia de Música de Nova York. L'enorme èxit dels seus primers concerts la va portar a una sèrie de concerts en diverses ciutats dels Estats Units i Cuba. L'octubre de 1863 va fer un concert a la Casa Blanca per al president Lincoln i la seva família.

## Carrera professional i vida personal
Després de les seves primeres actuacions com a pianista prodigi als Estats Units, Teresa Carreño va iniciar una carrera internacional que la va portar a ser reconeguda com una de les artistes més destacades del seu temps. L'any 1866, va debutar a Europa amb un concert a París, ciutat on va tenir l'oportunitat de relacionar-se amb figures prominents del panorama musical com Rossini, Gounod i Liszt.
Després d'un concert a principis de juliol de 1866, Anton Rubinstein, sorprès del que acabava de presenciar, va entrar al camerino per a felicitar a la jove Teresa. Des d'aquell dia, Rubinstein va esdevenir el seu mentor, i tot i que no li va arribar a fer una classe de piano oficialment, Teresa va dir que ell era el més gran de tots els mestres que havia tingut.

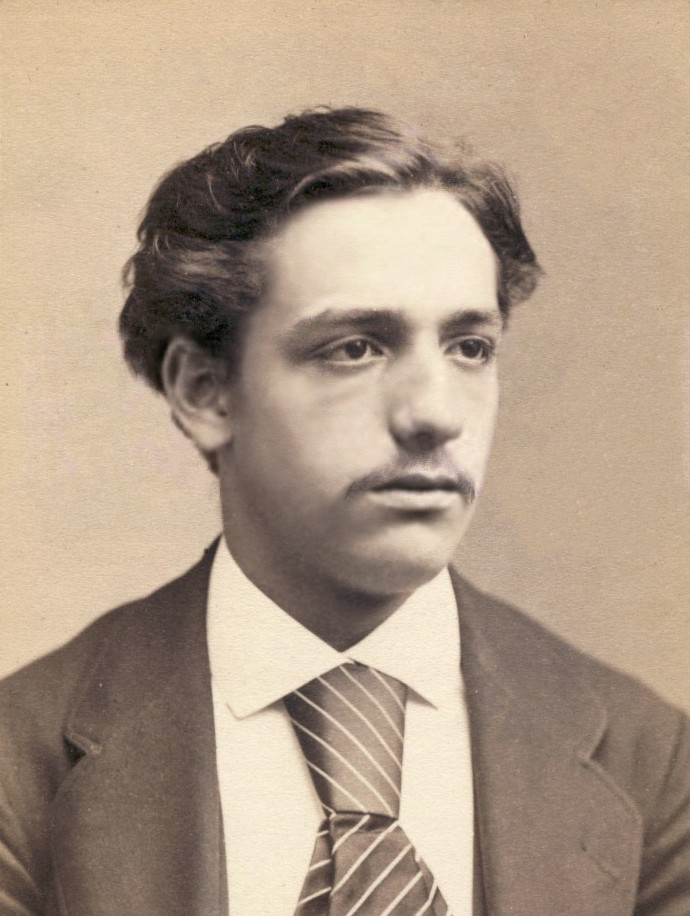
Émile Sauret

Teresa Carreño es va casar el 1872 amb el violinista Émile Sauret, del qual es va separar alguns anys més tard per contraure segones núpcies amb el baríton Giovanni Tagliapietra, cosa que va fer que en aquella època fos coneguda com Teresita Carreño Tagliapietra, i per acabar, el 1892 es casà amb el compositor anglès/alemany d'Albert, del qual es va separar el 1895.
Teresa Carreño va ser també una soprano notable, directora d'orquestra, compositora i empresària d'una companyia d'òpera italiana. Com a compositora és autora d'un quartet per a instruments de corda, publicat a Leipzig per G. W. Fritzo, d'una sèrie de brillants peces per a piano i d'alguns himnes, entre els quals l'Himno a Bolívar. La Universitat Central de Veneçuela conserva la integral de les seves composicions per a piano, des de les primeres, senzilles peces de «saló» que va compondre quan era encara una nena fins a les de la seva etapa de maduresa. A més de les obres seves conegudes per les interpretacions que se n'han fet, n'hi ha algunes de gran dificultat interpretativa. Una composició seva que va ser molt famosa a Europa a finals del segle xix i començament del segle xx va ser Teresita Waltz. Era una peça composta el 1894, més coneguda com Mi Teresita, que Carreño va dedicar a una filla seva i amb la qual acostumava a acabar els seus concerts, tot i que no s'anunciés en els programes.
Posseïa una gran cultura, parlava francès, anglès, italià i alemany., amb un nivell de coneixement molt alt, com ho demostren les cartes d'ella, escrites a mà, que s'han conservat. La tècnica de Carreño era perfecta, impecable; la usava com a mitjà per commoure els auditoris, dels quals s'apoderava gràcies a l'art màgic del seu estil personal, que es distingia pels contrasts, el matís i el color. El vigor i l'ímpetu es fonien en ella amb la finor i la delicadesa en els moments oportuns de les seves afortunades interpretacions, fidels, poètiques, intel·ligents, artístiques, sempre de bon gust, sense amaneraments ni posa.
Carreño va promoure el coneixement de les obres de compositors i compositores més joves, introduint obres seves en els seus concerts. Alguns d'aquests van ser: Edvard Grieg, Regina Watson, Edward MacDowell, Amy Beach i Mary J.A. Wurm. Per ajudar altres pianistes en l'execució musical va escriure un llibre en què explicava l'ús del pedal en el piano. Va titular-lo Possibilities of tone color by artistic use of pedal (The John Church Company, 1919) i va publicar-se dos anys després de la seva mort.
En diverses ocasions els elogis que es feien d'ella serien impensables avui dia per masclistes. D'ella va dir Hans von Bülow que «era l'única artista del bell sexe que interpretava Beethoven d'una manera satisfactòria». El pianista Francis Planté, comparant-se amb Carreño, es deia a ell mateix madame Planté i d'ella deia que era monsieur Carreño. Rubinstein la considerava la primera dona pianista d'aquell temps, i li tenia una gran admiració. Brahms, íntim amic de la pianista, va dir en una ocasió davant d'ella que ell no escrivia concerts amb piano per a dones i com que Carreño va replicar-li per la duresa d'expressar-se així davant d'ella, Brahms li va respondre: «Tu ets un pianista, no una pianista.» L'article que La Vanguardia va publicar amb motiu d'un concert de Carreño va fer a Madrid l'any 1903 diu d'ella: «Tiene en su favor la insigne pianista dos cualidades que rara vez se unen: la gracia propia de su sexo y una energía enteramente varonil. Hay momentos en que nadie creería que toca el piano una mujer.»

## Últims anys
Durant els darrers anys de la seva vida, Teresa va continuar actuant malgrat la pèrdua de dos grans amics (Edward MacDowell i Regina Watson). Va fer gires pels Estats Units, Anglaterra, Escòcia i l'any 1914 va tornar a la seva residència de Berlín. La situació familiar es va complicar i li van diagnosticar diplopia. Va fer un últim concert a la Sala Espadero (L'havana) el dia 18 de març de 1917.
Teresa Carreño va morir al seu apartament de Nova York el 12 de juny de 1917.

## Llegat

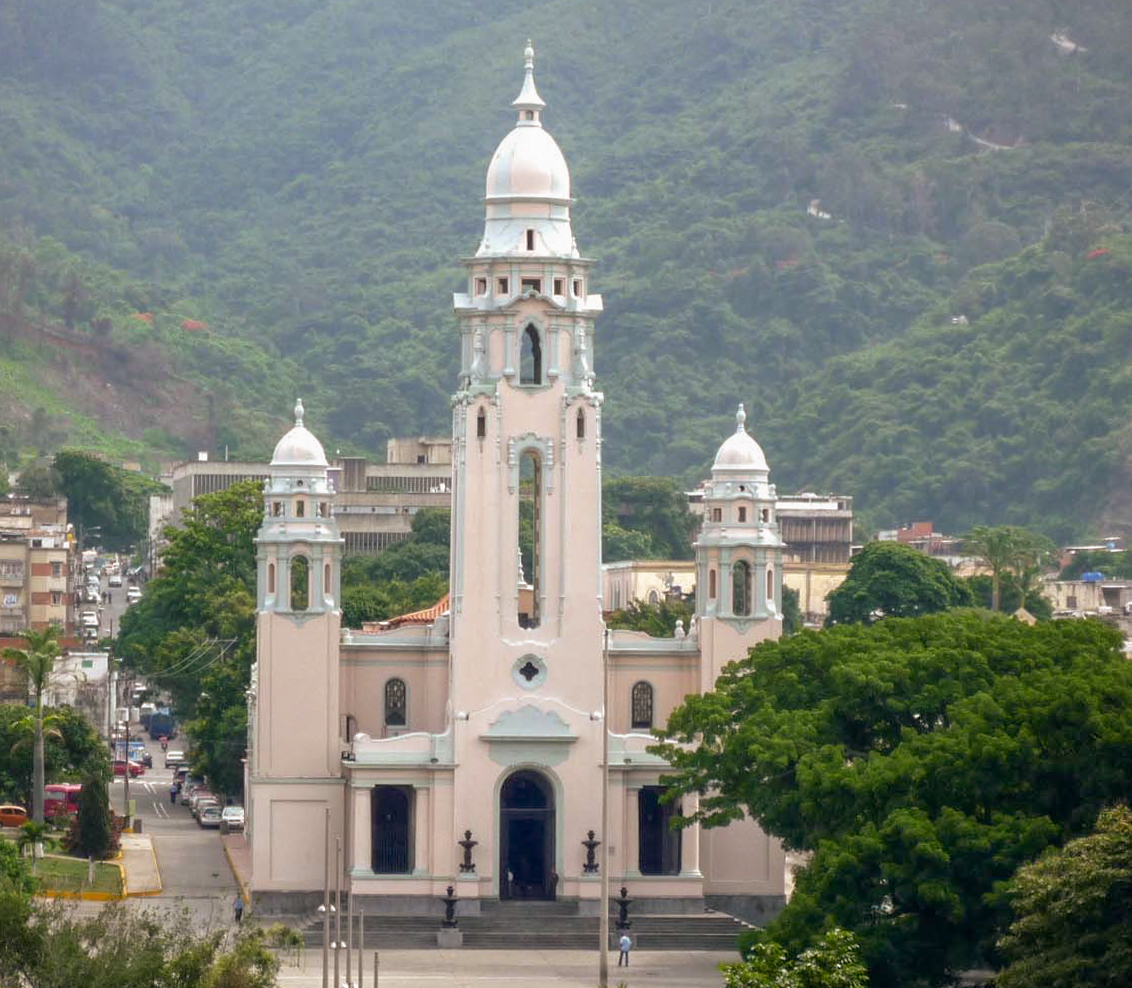
Panteon Nacional de Caracas

Les seves cendres van ser dutes a Veneçuela el 1938 i es van traslladar al Panteó Nacional el 1977. El 1983, a Caracas va inaugurar-se el Complejo Cultural Teatro Teresa Carreño, on posteriorment es van establir una sala d'exposicions i un centre documental, amb els seus arxius, i el 2007 es va fundar l'Orquestra Simfònica Teresa Carreño.
La Fundació South Florida Friends of Classic Music, de Miami, va crear el Concurs Internacional de Piano Teresa Carreño per promoure el coneixement de la seva obra i oferir oportunitats a joves pianistes.
A Veneçuela es va crear el Concurs Llatinoamericà de Piano «Teresa Carreño».

## Obres[9][10]
Teresa Carreño va publicar obres vocals, 1 peça de cambra, 1 peça orquestral i sobretot música per a piano.

#### Obres per a piano
- Vals de Gottschalk, op.1
- Marche triomphale, op. 8
- La corbeille de fleurs (vals), op. 9
- Reminiscences de Norma, op. 14
- Ballade, op. 15
- Plainte!, op. 17
- Partie!, op. 18
- Le printemps (vals) op. 25
- Un bal en rêve op. 26
- Une revue à Prague op. 27
- Un rêve en mer: Étude-méditation, op. 28
- Le Ruisseau, op. 29
- Intermezzo Scherzoso, op. 34
- Polonaise, op. 35
- Scherzino, op. 37
- Vals Gayo, op. 38
- La fausse note, op. 39

I la seva obra més popular:
- Kleiner Walzer "Mi Teresita".

#### Obres vocals
- Himno a Bolívar (1885)
- Himno al Ilustre Americano (1886)

#### Música de cambra
- Quartet per a cordes en si menor (1896)

#### Obres orquestrals
- Serenade per a cordes(posterior a 1896)